# 十三人の刺客 (2010年の映画)
『十三人の刺客』（じゅうさんにんのしかく）は、2010年の日本の時代劇映画。1963年の映画『十三人の刺客』を三池崇史の監督によりリメイクした作品。PG12指定。テレビ朝日・東宝提携作品。
キャッチコピーは、戦わなければ，変わらない。命を燃やせ。

## ストーリー
時は江戸時代後期の弘化元年（1844年）。将軍の異母弟にあたる明石藩主松平斉韶は暴虐・無法の振舞い多く、明石藩江戸家老間宮図書は老中土井大炊頭屋敷前にて切腹、憤死した。幕閣では大炊頭を中心に善後策を検討したが、将軍の意により、斉韶にはお咎めなしとなった。斉韶の老中就任が来春に内定していることを知る大炊頭は、やむなく暗黙のうちに斉韶を討ち取ることを決意し、御目付役の島田新左衛門を呼び出した。
新左衛門は大炊頭の意を受け、斉韶を討つべく仲間を集める。新左衛門に恩のある浪人の平山九十郎。友人である御徒目付組頭の倉永左平太とその配下である三橋軍次郎。三橋の配下である樋口源内、堀井弥八、日置八十吉、大竹茂助。長年、島田家に仕えている足軽の石塚利平。以上8名が集まった。
一方、斉韶の配下である明石藩御用人千石鬼頭半兵衛は大炊頭の不審な動きを察知し、明石藩近習頭浅川十太夫と共に嘗ての同門でもある新左衛門の動きを探る。その過程で浅川は明石藩近習出口源四郎らを嗾け、八十吉を拉致して情報を手に入れようとするが駆け付けた九十郎によって出口らは切り捨てられ、それによって半兵衛は新左衛門の企みを理解する。
新左衛門の元には九十郎の門弟である小倉庄次郎、金二百両との引き換えに参加を申し出た浪人の佐原平蔵、新左衛門の甥である島田新六郎が新たに加わる。
12人となった一行は嘗て息子とその妻を斉韶に戯れで惨殺された尾張家木曽上松陣屋詰牧野靭負の協力を得て、参勤交代帰国途上の中山道落合宿にて斉韶を討つことにした。
落合宿に向かう道中の山中で出合った山の民である木賀小弥太を仲間に加え、13人となった一行は落合宿を大金で宿場ごと買い取り、様々な罠を仕掛け、斉韶一行を待ち構える。
半兵衛は200人以上の護衛を用意して対抗。落合宿にやってきた斉韶一行と新左衛門ら十三人の刺客が激突する。
死闘の末、斉韶の護衛は半兵衛を含めた3人にまで減り、刺客側は新左衛門と新六郎の2人以外は力尽きる。（但し、小弥太はこの時点では力尽きていた事になっていたが、劇中の最後で息を吹き返し、生還することとなる。）
半兵衛は新左衛門に1対1の決闘を挑むも敗死。新六郎が残った2人の護衛と戦っている間に新左衛門はお飾りと罵られて激昂した斉韶と相打ちになる。
斉韶は受けた傷に苦しみながらも「今日という日が今までで最も楽しかった」と新左衛門に礼を述べた後に首を刎ねられて死に、新左衛門も力尽きる。
生き残った新六郎は息を吹き返した小弥太と別れ、一人帰路につくのだった。

## キャスト
刺客
- 島田新左衛門（御目付七百五十石）：役所広司
- 島田新六郎（新左衛門の甥）：山田孝之
- 倉永左平太（御徒目付組頭）：松方弘樹
- 三橋軍次郎（御小人目付組頭）：沢村一樹
- 樋口源内（御小人目付）：石垣佑磨
- 堀井弥八（御小人目付）：近藤公園
- 日置八十吉（御徒目付）：高岡蒼甫
- 大竹茂助（御徒目付）：六角精児
- 石塚利平（足軽）：波岡一喜
- 平山九十郎（浪人・剣豪）：伊原剛志
- 佐原平蔵（浪人・槍の名手）：古田新太
- 小倉庄次郎（平山九十郎の門弟）：窪田正孝
- 木賀小弥太（山の民）：伊勢谷友介

明石藩
- 松平左兵衛督斉韶：稲垣吾郎（当時 SMAP）
- 鬼頭半兵衛（明石藩御用人千石）：市村正親
- 間宮図書（明石藩江戸家老）：内野聖陽
- 浅川十太夫（明石藩近習頭）：光石研
- 出口源四郎（明石藩近習）：阿部進之介

幕府
- 土井大炊頭利位（江戸幕府・老中）：平幹二朗

尾張藩
- 牧野靭負（尾張家木曽上松陣屋詰）：九代目松本幸四郎
- 牧野妥女（靭負の息子）：斎藤工
- 牧野千世（妥女の妻）：谷村美月

その他
- 芸妓お艶・山の女ウパシ（2役）：吹石一恵
- 三州屋徳兵衛（落合宿庄屋）：岸部一徳
- 両腕両足の無い女：茂手木桜子
- 賭場のヤクザ：斎藤歩
- 上杉祥三・高川裕也・神楽坂恵・峰蘭太郎・笹木俊志・増島愛浩・福本清三 ほか

## 製作
監督の三池崇史は、「映画黄金時代の熱を表現したい」、「ヒットしそうな映画ばかり作る傾向に逆らいたい」、「CGは極力使わないでオーソドックスに撮る」と語った。
撮影は2009年7月5日より山形県鶴岡市にある庄内映画村で開始された。宿場町を再現したセットは東京ドーム20個分の広さを誇り、2008年8月より2億円をかけて製作された。

### スタッフ
- 監督：三池崇史
- エグゼクティブプロデューサー：中沢敏明、Jeremy Thomas、平城隆司
- プロデュース：梅澤道彦、市川南、白石統一郎
- 共同プロデュース：寿崎和臣、臼井央
- プロデューサー：大野貴裕、吉田浩二、前田茂司
- 原作：池宮彰一郎
- 脚本：天願大介
- 音楽：遠藤浩二（サントラ盤：WARNER MUSIC JAPAN / Atlantic Records）
- 撮影：北信康
- 照明：渡部嘉
- 録音：中村淳
- 美術：林田裕至
- 編集：山下健治
- 音響効果：柴崎憲治
- 助監督：足立公良、吉見拓真
- 人物デザイン：柘植伊佐夫
- 衣裳デザイン：澤田石和寛
- 所作指導：木谷邦臣、星野美恵子
- スタントコーディネイト：辻井啓伺
- スタント&アクション：ジャパンアクションエンタープライズ、スタントチームGocoo、ガイズエンターテイメント
- 特殊造形：松井祐一、三好史洋
- VFX：オー・エル・エム・デジタル
- CGIディレクター：太田垣香織
- 音楽協力：テレビ朝日ミュージック
- 撮影協力：山形県、京都仁和寺、大本山随心院、小倉山二尊院、亀岡走田神社、くろ谷金戒光明寺、元離宮二条城、気比神社、酒田市八幡総合支所、白糸の滝ドライブイン、致道博物館、鶴岡市教育委員会、出羽国一宮鳥海山大物忌神社、出羽三山神社、東北森林管理局
- スタジオ：東映京都撮影所
- 現像：IMAGICA
- 製作委員会メンバー：テレビ朝日、東宝、セディックインターナショナル、電通、小学館、Recorded Picture Company、朝日新聞社、朝日放送、メ〜テレ、九州朝日放送、北海道テレビ、Yahoo! JAPAN、TSUTAYAグループ、東日本放送、静岡朝日テレビ、広島ホームテレビ
- 制作プロダクション：セディックインターナショナル
- 制作協力：セディックドゥ、楽映舎
- 配給：東宝

- イメージソング：EAGLES / DESPERADO（デスペラード、邦題：ならず者）（アサイラム・レコード）

## オリジナル版との違い
- クライマックスの殺陣シーンにおける敵の数が300人に増え、仕掛けやアクションが派手になっている。
- グロテスクな映像が加わっている（PG12指定）。
- 石塚利平が刺客に加わるにあたってのエピソードがなく、そのため利平の父親が登場しない。
- 樋口源内、日置八十吉、佐原平蔵のエピソードが加えられている。
- 浅川が半兵衛に反感を抱いている設定がない。
- 斉韶一行を川を渡る際に襲撃しようとして断念するエピソードがない。
- 木賀小弥太が落合宿の郷士でなく山の民になり、小弥太が想いを寄せる女が徳兵衛の娘・加代から山の女・ウパシになっている。
- 新左衛門が最初から戦いに加わっている。
- 斉韶、半兵衛、新左衛門の死に至るまでの展開が違う。
- 最後に生き残る人数が違う。
- ラストシーンが違う。

## 受賞
- シッチェス・カタロニア国際映画祭（スペイン）[6]
  - 観客賞
  - 最優秀美術賞（林田裕至）
- 第23回日刊スポーツ映画大賞・石原裕次郎賞
  - 監督賞（三池崇史）[7]
  - 助演男優賞（稲垣吾郎）[8]
- 第32回ヨコハマ映画祭
  - 2010年日本映画ベストテン第1位[9]
  - 2010年日本映画個人賞[10]
    - 作品賞
    - 監督賞（三池崇史）
    - 脚本賞（天願大介）
- 第34回日本アカデミー賞[11][12]
  - 優秀作品賞
  - 優秀監督賞（三池崇史）
  - 優秀脚本賞（天願大介）
  - 優秀主演男優賞（役所広司）
  - 優秀音楽賞（遠藤浩二）
  - 優秀撮影賞および最優秀撮影賞（北信康）
  - 優秀照明賞および最優秀照明賞（渡部嘉）
  - 優秀美術賞および最優秀美術賞（林田裕至）
  - 優秀録音賞および最優秀録音賞（中村淳）
  - 優秀編集賞（山下健治）
- 第65回毎日映画コンクール[13][14][15]
  - 監督賞（三池崇史）
  - 男優助演賞（稲垣吾郎）
  - 録音賞（中村淳）
- 日本シナリオ作家協会「菊島隆三賞」[16]
  - 天願大介
- おおさかシネマフェスティバル[17]
  - 監督賞（三池崇史）
  - 助演女優賞（谷村美月） ※『おにいちゃんのハナビ』『ボックス!』での助演も含む。
- 第15回日本インターネット映画大賞[18]
  - 主演男優賞（役所広司）
  - 助演男優賞（稲垣吾郎）
  - 作品賞（ベストテン）第3位
- 第5回アジア・フィルム・アワード[19]
  - 美術賞（林田裕至）
- ファンタジア・フェスティバル（Fantasia International Film Festival、2011年7月14日から8月7日までカナダ・モントリオールで開催）
  - 観客賞部門 長編アジア映画 金賞（『冷たい熱帯魚』と同率1位）[20]

その他の評価
- 映画評論家としても知られる宇多丸（RHYMESTER）が選ぶ2010年全映画ランキング第1位[21]
- 第67回ヴェネツィア国際映画祭金獅子賞ノミネート
- 第53回ブルーリボン賞ノミネート[22]
  - 作品賞
  - 主演男優賞（役所広司）
  - 助演男優賞（稲垣吾郎）
- 第84回キネマ旬報ベスト・テン「2010年日本映画ベスト・テン」第4位[23]
- 雑誌「映画芸術」が選ぶ「2010年日本映画ベストテン&ワーストテン」ベスト8位[24]
- 第5回アジア・フィルム・アワードノミネート[25][19]
  - 監督賞（三池崇史）
  - 主演男優賞（役所広司）
  - 美術賞（林田裕至）※受賞
  - 編集賞（山下健治）
  - 衣裳デザイン（澤田石和寛）
- 第40回ロッテルダム国際映画祭観客賞第8位（出品された日本映画の中ではトップ）[26]
- 映画館スタッフが選んだ、2010年に最もスクリーンで輝いた映画「映画館大賞2011」第9位[27]
- TSUTAYA映画ファン賞2010日本映画部門第4位（得票数950票）[28]
- 米映画サイト「Rotten Tomatoes」が発表した過去50年間に製作されたリメイク映画ベスト50の12位（オリジナルとリメイクの両方が日本映画である作品の中ではトップ）[29]
- 米エンタメ雑誌「ペースト」が選ぶ2011年上半期の映画ベスト20で第5位[30]
- ナショナル・ボード・オブ・レビュー賞外国語映画ベスト5に選出[31]
- 第2回ビデオ屋さん大賞第9位[32]

## 関連作品
小説
- 谺雄一郎『十三人の刺客』（小学館、2010年2月） - オリジナル版の脚本を元にした小説
- 大石直紀『映画ノベライズ版 十三人の刺客』（小学館文庫、2010年8月） - 本作のノベライズ作品 ISBN 978-4094085327

漫画
- 森秀樹『十三人の刺客』（『ビッグコミック増刊号』連載、2010年） - 本作の公開直前まで3回にわたって連載され、単行本が映画公開に合わせて同年9月25日に発売された（小学館ビッグコミックススペシャル ISBN 978-4-09-183574-1）。

## エピソード
- 2010年5月30日、テレビ朝日系「日曜洋画劇場」枠[33]の冒頭で映像が初公開された。
- 予告編やテレビCMにイメージソングとしてイーグルスの『デスペラード（ならず者）』が使用された[34]。
- 2010年7月29日、ヴェネツィア国際映画祭最高賞である金獅子賞などの対象となるコンペティション部門に『ノルウェイの森』とともに出品された[35]。
- 島田新左衛門役の役所と松平役の稲垣は2004年に『笑の大学』で共演しており、事実上2度目の共演であった。
- 全国312スクリーンで公開され、2010年9月25,26日初日2日間で興収2億2837万5200円、動員は18万8986になり映画観客動員ランキング（興行通信社調べ）で初登場第3位となり、更に『THE LAST MESSAGE 海猿』『君に届け』と合わせ東宝作品が上位3位を独占した[36]。また、『ぴあ』初日満足度ランキング（ぴあ映画生活調べ）でも第3位と高評価されている。
- 第40回ロッテルダム国際映画祭（オランダ）で2011年1月29日に招待上映された。なお、ヴェネツィア国際映画祭などで上映された15分短い海外バージョンではなく、日本公開版が上映された[37]（海外バージョンでは、斉韶が犬食いをするシーンや小弥太と徳兵衛のコミカルなシーンなどが削られている）。
- 2011年7月1日から14日まで開催される第10回ニューヨーク・アジアン・フィルム・フェスティバル（en:New York Asian Film Festival）にてノーカット版（日本公開版）が上映される予定[38]。
- 劇中で『伊那、駒ヶ根を通って飯田』と三州街道の宿場を指して話し合っているシーンなど、何度か『駒ヶ根』という地名が出てくるが、『駒ヶ根』は昭和の大合併の際に誕生した地名であり、江戸時代には存在していない。ちなみに、地図では「上穂（うわぶ）宿」と書かれている。また『伊那』は本来は郡名であり、現在の伊那市は江戸時代には「伊那部」と呼ばれていた。
- 松方弘樹は殺陣の指導にも協力し、エキストラに刀の扱い方や足の運び、立ち回り方などを教えたが、なかなか思い通りにならず、苦労したとインタビューで答えている。

## DVD・ブルーレイ
2011年5月27日に通常版と豪華版の2種類が発売された。レンタルは2011年5月13日から始められた。レンタルは通常版のみ。
- 通常版
  - 映像特典：予告、特報、TVスポット集
- 豪華版
  - 映像特典：予告、特報、TVスポット集（通常版と同じ）
  - 特典ディスク：
    - メイキング（約82分）
    - 完成披露試写会（約17分）
    - 初日舞台挨拶（約10分）
    - キャスト・スタッフ インタビュー（約51分）
    - ヴェネチア映画祭レポート（約22分）
    - 未公開シーン（約2分）

  - 封入特典：プレスシート復刻縮刷版
  - 初回限定封入特典：絵コンテ集（特製アウターケース付き）